# Villaines-la-Juhel
Villaines-la-Juhel is een gemeente in het Franse departement Mayenne (regio Pays de la Loire). De plaats maakt deel uit van het arrondissement Mayenne. Villaines-la-Juhel telde op 1 januari 2022 2.682 inwoners.

## Geografie
De oppervlakte van Villaines-la-Juhel bedroeg op 1 januari 2022 28,9 vierkante kilometer; de bevolkingsdichtheid was toen 92,8 inwoners per km².

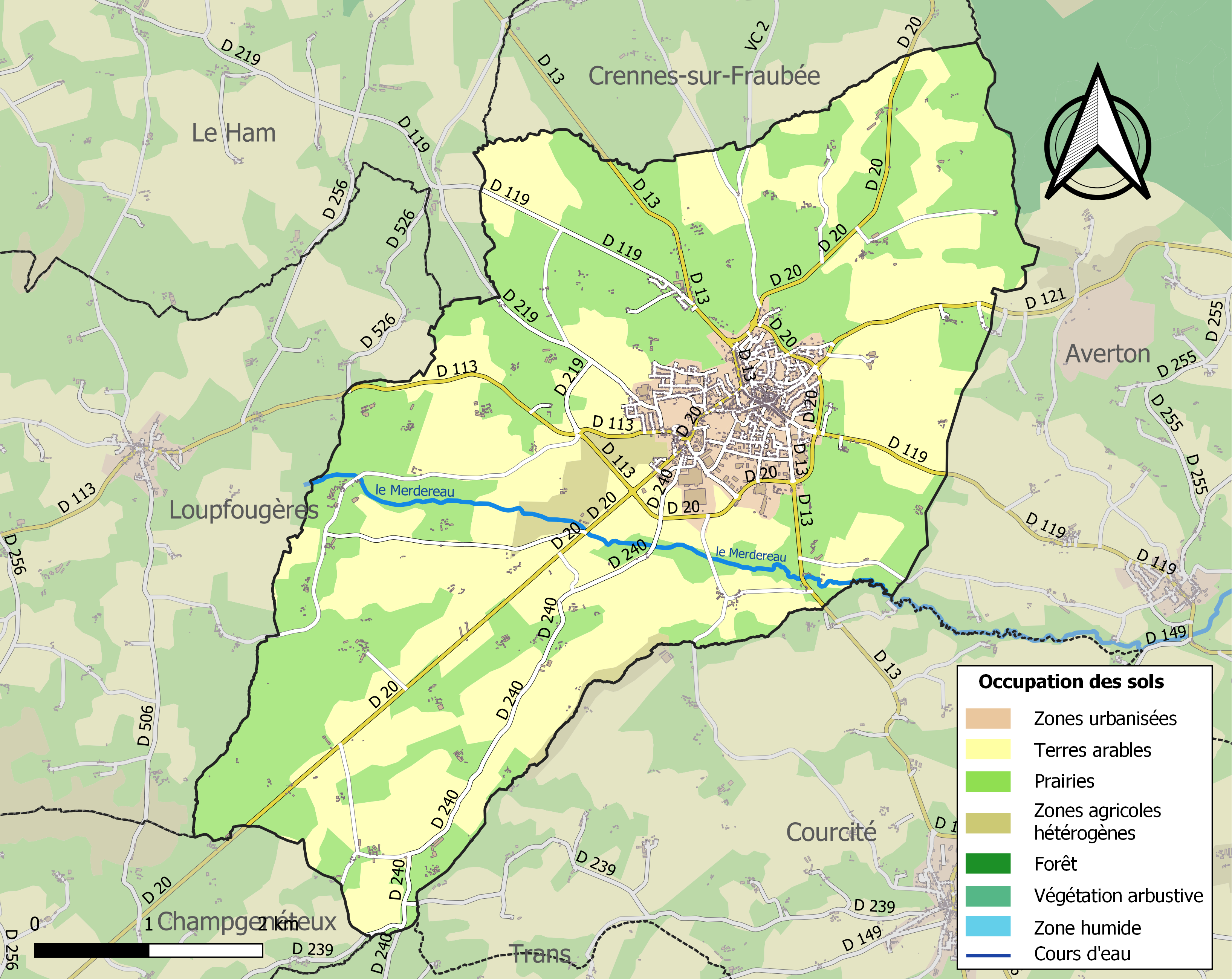
Kaart van de gemeente met de belangrijkste infrastructuur, bodemgebruik en omliggende gemeenten

## Demografie
Onderstaande figuur toont het verloop van het inwonertal (bron: INSEE-tellingen).

## Afbeeldingen

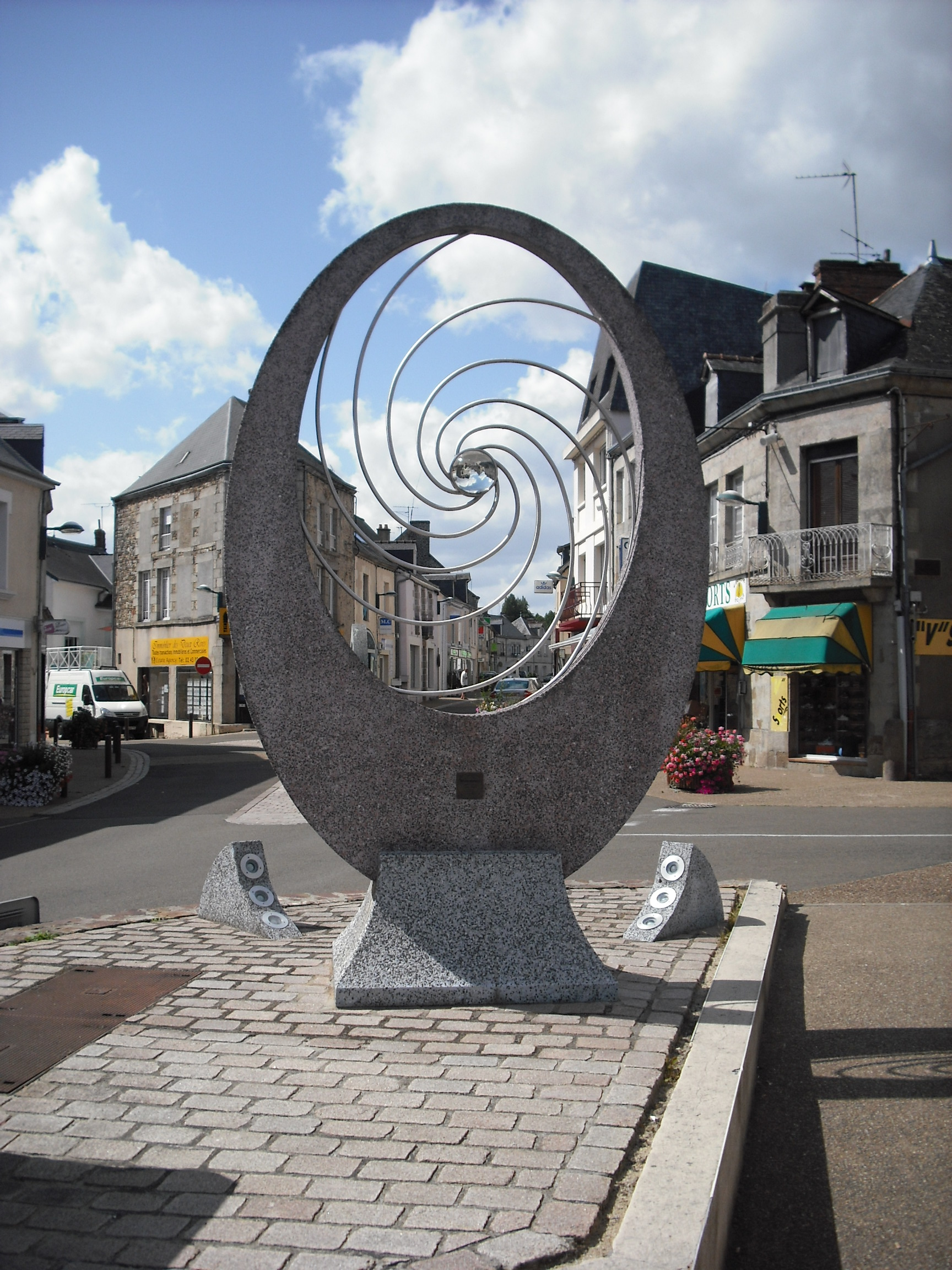
Centrum
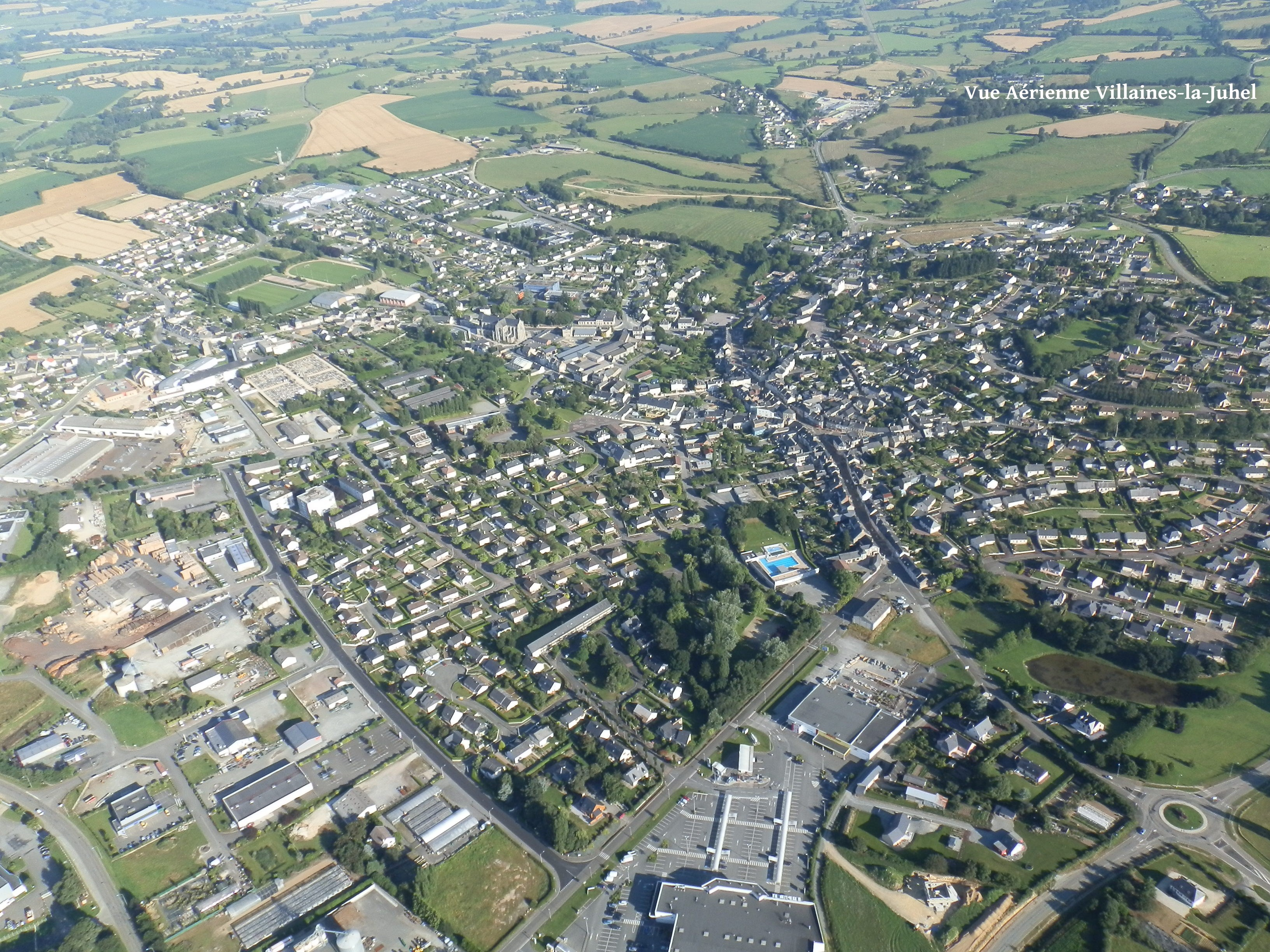
Gezicht op Villaines-la-Juhel